# Columbus (Texas)
Columbus è una località degli Stati Uniti d'America, capoluogo della contea di Colorado, nello Stato del Texas.